# Strasbourg (1934)
Strasbourg byla bitevní loď francouzského námořnictva – druhá postavená loď třídy Dunkerque. Loď byla dokončena v roce 1938 a v první fázi války zejména doprovázela konvoje. Jelikož však byla po porážce Francie podřízena vládě ve Vichy, na straně spojenců se poté do války již nezapojila. Strasbourg kotvil v africkém Mers-el-Kébiru, kde 3. července 1940 celou francouzskou eskadru napadla Royal Navy, čímž chtěli Britové zabránit možnému ukořistění lodí Německem.
Jen Strasbourgu a torpédoborcům Volta, Tigre, Lynx, Le Terrible a Kersaint se podařilo vyplout na volné moře a odplout k Toulonu. Zde se Strasbourg stal francouzskou vlajkovou lodí. Po obsazení zbytku Francie německou armádou na konci roku 1942 byla většina francouzských válečných lodí v Toulonu, včetně Strasbourgu, dne 27. listopadu 1942 potopena. Italové loď v následujícím roce vyzvedli, ale opravit ji do své kapitulace již nedokázali a poté ji obsadili Němci. Dne 18. srpna 1944 Strasbourg podruhé potopil americký nálet. Po osvobození Toulonu byl vrak opět vyzvednut, ale již nebyl opraven. Po válce byl Strasbourg sešrotován.